# Bernardo Giambullari
Bernardo Giambullari (Firenze, 1450 – Firenze, 1525 circa) è stato un poeta italiano, rimatore dell'ambiente di Lorenzo de' Medici.

## Opere
- Il sonaglio delle donne, Brescia, Battista Farfengo, 1491.
- Storia e miracoli di San Giovanni Gualberto, Firenze, Bartolomeo de' Libri, 1500.
- Eresia che un demonio volle mettere in un monastero di monaci, Firenze, Bartolomeo de' Libri, 1500.